# Mu (Riccardo Cocciante)
Mu è il primo album in studio del cantante Riccardo Cocciante (al tempo ancora 'Richard' Cocciante); venne pubblicato in Italia nel 1972.

## Il disco
Si tratta di un concept album ispirato alla leggenda dell'antico continente Mu e contiene tematiche filosofico-religiose molto profonde (le si intuisce già dai titoli di alcune canzoni). A partecipare alla registrazione dell'album sono presenti numerosi personaggi importanti nel panorama prog italiano e internazionale, Carlo Rustichelli, Maurizio Giammarco e Joel Vandroogenbroeck tra i più noti. Nonostante la successiva carriera di Cocciante, Mu può essere ritenuto a tutti gli effetti un ottimo esempio di rock progressivo, per le tematiche sopra citate, per le composizioni complesse e tutt'altro che di stampo "pop", ma soprattutto per gli strumenti utilizzati, i quali spaziano dal sintetizzatore, al sitar, al flauto e all'arpa indiana (santoor). Mu è l'unico momento nella carriera di Cocciante che rispecchia queste caratteristiche e proprio per questo è forse il suo album meno conosciuto e apprezzato.

## Tracce
Testi di Marco Luberti e Paolo Amerigo Cassella, musiche di Riccardo Cocciante.

### Lato A
1. Introduzione – 4:16
2. I Parte:
3. II Parte:

### Lato B
1. III Parte:
2. IV Parte:

## Formazione
- Riccardo Cocciante – voce, pianoforte, sintetizzatore, tastiera, clavicembalo
- Douglas Meakin – chitarra acustica, cori
- Michael Brill – basso
- Derek Wilson – batteria
- Dave Sumner – chitarra elettrica, cori, sitar
- David Agnew – percussioni, cori
- Mike Fraser – pianoforte, Fender Rhodes, organo Hammond
- Paolo Rustichelli – sintetizzatore, mellotron
- Joel Vandroogenbroeck – m'bira, flauto dolce
- Carol Muriel – santoor, ocarina
- Maurizio Giammarco – flauto, mellotron
- Ann Colin, Elisabetta Leocata, Paolo Amerigo Cassella, Marco Luberti, Gianna Giovannini, Luisella Chiovacci – cori